# Pelecanimimus
 Pelecanimimus  ist eine Gattung theropoder Dinosaurier in der Gruppe der Ornithomimosauria aus der Unterkreide von Spanien. Er gilt als einer der ältesten und urtümlichsten Vertreter dieser Theropodengruppe und hatte als einzige Gattung Zähne sowohl im Ober- als auch im Unterkiefer.

## Merkmale

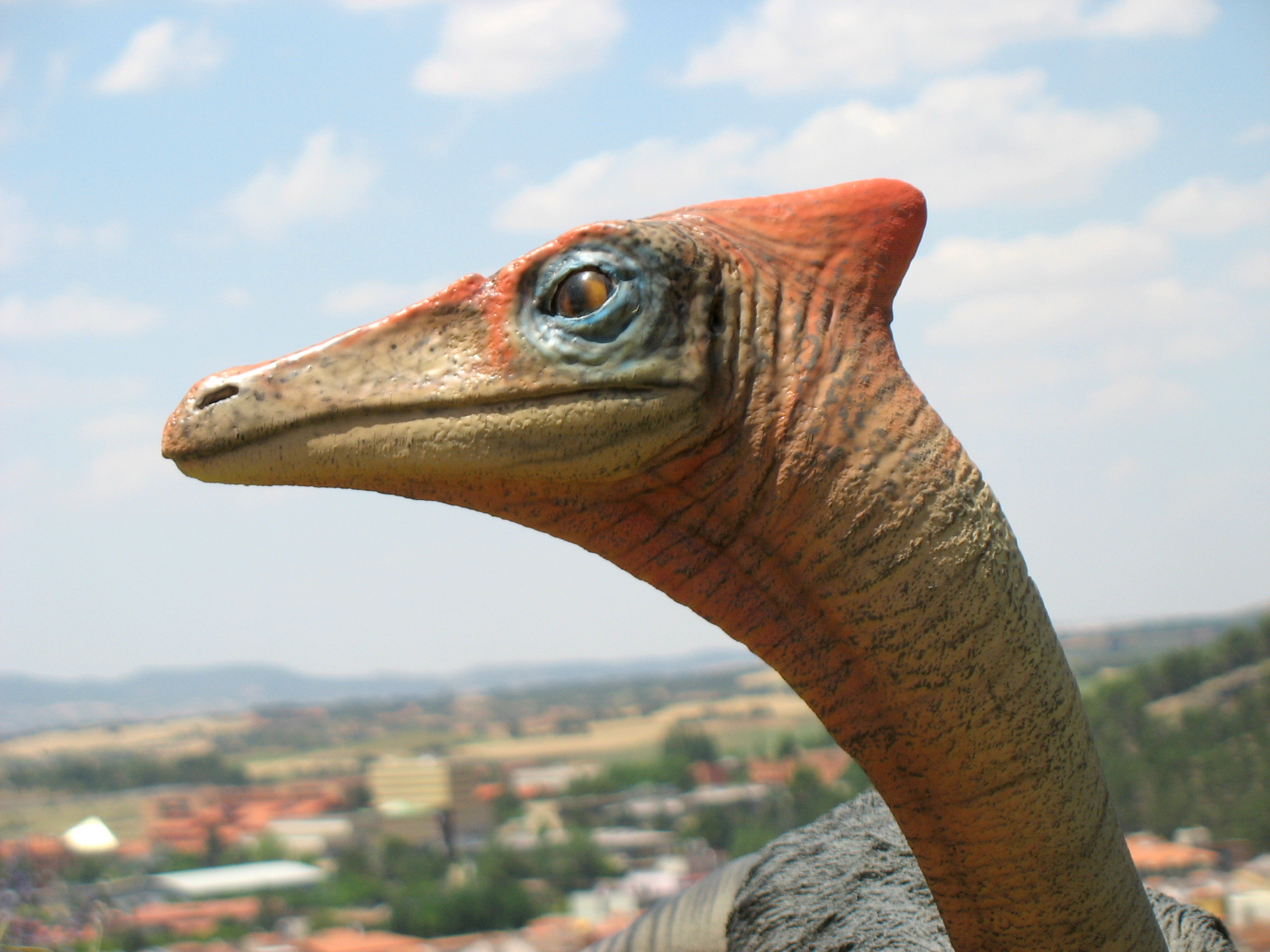
Kopf von Pelecanimimus polyodon als plastische Lebendrekonstruktion

Pelecanimimus erreichte vermutlich eine Gesamtlänge von 2 bis 2,5 Metern und war damit einer der kleinsten Vertreter der Ornithomimosauria. Er bewegte sich biped (auf zwei Beinen) fort, die Hinterbeine waren deutlich länger als die Vorderbeine. Die Vordergliedmaßen waren groß, aber zierlich gebaut. Der Kopf saß auf einem langen Hals und war auffallend langgestreckt und schmal. Im Gegensatz zu den meisten anderen, höher entwickelten Ornithomimosauriern hatte dieser Dinosaurier noch Zähne: insgesamt 220 winzige Zähne saßen im vorderen Teil seiner Kiefer – eine der höchsten Zahlen aller Theropoda. Die Zähne wiesen keine Zähnelung auf und hatte eine Verengung zwischen Krone und Wurzel. Das Fossil, bei dem auch Weichteile erhalten sind, zeigt außerdem einen kleinen Hautkamm auf dem Kopf sowie einen kleinen Kehlsack, ähnlich dem viel größeren der Pelikane.
Wovon sich Pelecanimimus ernährt hat, ist umstritten. Eine Theorie besagt, dass er Fische gefressen hat, eine andere vermutet, dass es sich bei den vielen kleinen Zähnen um eine Vorstufe des bei höheren Ornithomimosauriern vorhandenen Filtrierapparates gehandelt hat, mit denen er Kleinlebewesen aus dem Wasser seihte.

## Entdeckung und Benennung
Die fossilen Überreste von Pelecanimimus wurden in der Calizas-de-la-Huergina-Formation in der spanischen Provinz Cuenca entdeckt und 1994 erstbeschrieben. Der Name „Pelikannachahmer“ bezieht sich auf die langgestreckte Schnauze und den Kehlsack und steht in der Tradition der Ornithomimosauria, die häufig nach Vögeln benannt werden. Typusart und einzig bekannte Art ist P. polyodon, der Artzusatz bezieht sich auf die vielen Zähne (gr. polys „viel“ und odous „Zahn“). Die Funde werden in die Unterkreide (spätes Barremium) auf ein Alter von rund 129 bis 126 Millionen Jahre datiert.

## Systematik

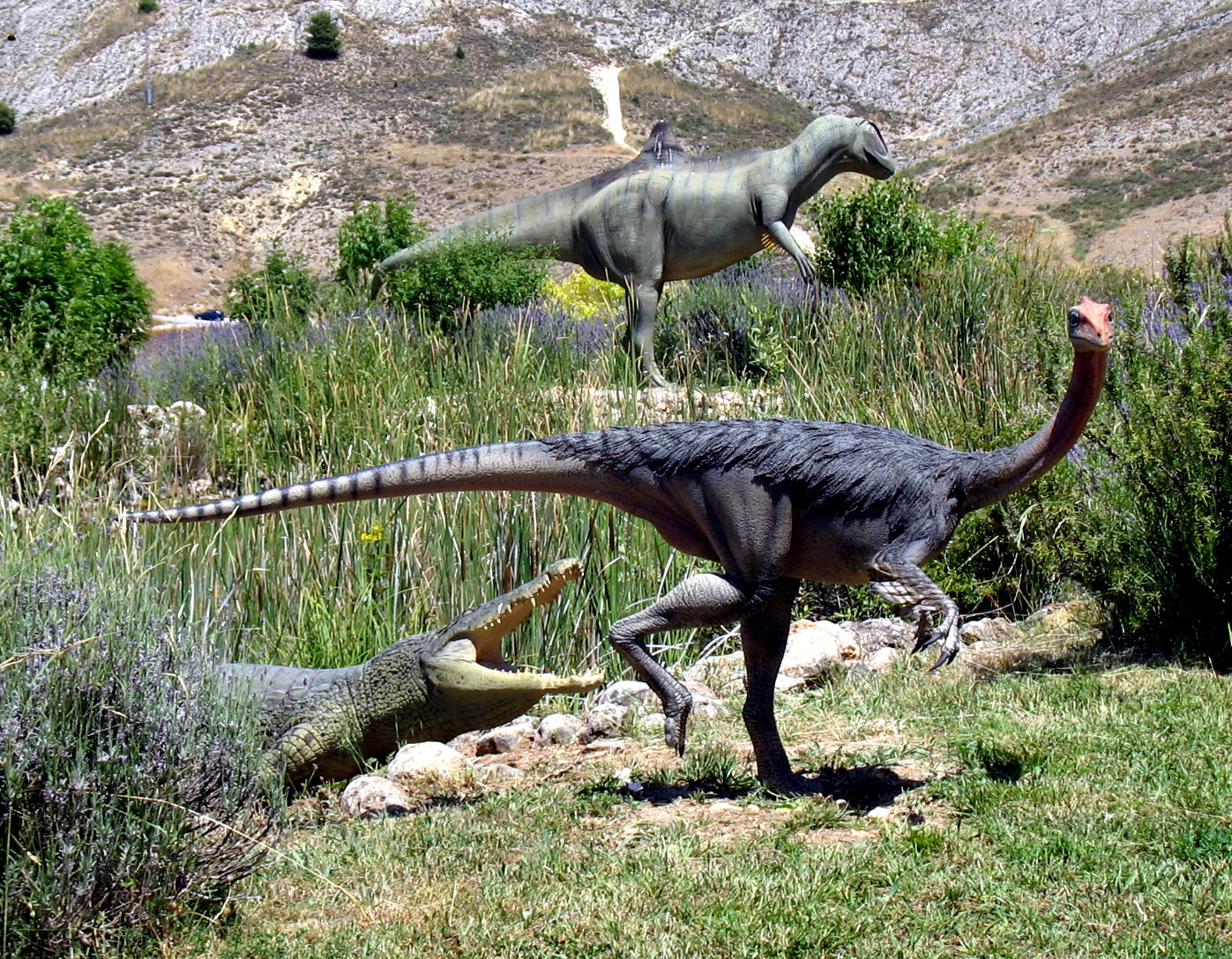
Lebendrekonstruktionen unterkreidezeitlicher Biota von Südeuropa mit Goniopholis, Pelecanimimus und Concavenator (hinten) des spanischen Museo Paleontológico de Castilla-La Mancha

Pelecanimimus ist der basalste Vertreter und Schwestertaxon aller übrigen Ornithomimosauria. Er ist die einzige Gattung dieser Dinosauriergruppe mit Zähnen im Oberkiefer – Shenzhousaurus und Harpymimus hatten noch einige wenige Zähne im Unterkiefer, alle anderen waren zahnlos. Er ist außerdem der einzige in Europa gefundene Vertreter dieser Gruppe (mit Ausnahme eines isolierten Oberschenkelknochens aus den Niederlanden, dessen Zuordnung hochspekulativ ist), alle anderen stammen aus Ostasien oder dem westlichen Nordamerika.